# Larry Brown (artista)

Larry O'Neill Brown Jr., más conocido como Larry "Poncho" Brown (nacido el 19 de diciembre de 1962), es un artista multidisciplinar estadounidense. Sus inicios fueron como pintor de carteles, y posteriormente ha trabajado como pintor, escultor y conservador. Su trabajo se ha mostrado en exposiciones, series de televisión y piezas de arte multidisciplinarias.

## Biografía
Le pusieron erl apodo de «Poncho» por ser un acérrimo seguidor de la serie Cisco Kid.
Obtuvo un Máster en Bellas Artes en la Facultad de Arte de la Universidad de Maryland en 1984, especializándose en fotografía y diseño gráfico.

## Carrera
Abrió un negocio de pintura de rótulos con tan sólo diecisiete años, y así empezó su carrera.
El primer avance importante en su carrera fue trabajar para Dick Gregory.
Como pintor participó en exposiciones tanto individuales como colectivas.  En 1996 su obra ya se vendía en unas 1500 galerías de Estados Unidos.
Sus obras han aparecido en revistas, portadas de libros, producciones de danza y series de televisión, como The Wire.
En 2015 catalogó la colección de pinturas de la fallecida Carolyn Anne Watts, que no fue descubierta hasta después de su suicidio.
Brown utiliza diferentes medios y estilos, aunque trabaja principalmente en acrílico. Acostumbra a tratar temas africanos y egicios. Él ha dicho que procura representar esas culturas desde una vertiente positiva. Con esos mismos fines también se ha dedicado a la escultura.